# Argyresthia pygmaeella
Argyresthia pygmaeella là một loài bướm đêm thuộc họ Yponomeutidae. Nó được tìm thấy ở châu Âu, Bắc Á và Bắc Mỹ.
Sải cánh dài 10–13 mm. Con trưởng thành bay vào tháng 6. .
Ấu trùng ăn Salix caprea và Salix cinerea.

## Hình ảnh

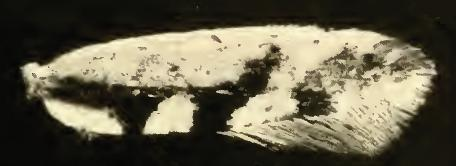